# NiziU
NiziU (japanisch ニジュー) ist eine japanische Girlgroup, die 2020 von JYP Entertainment in Zusammenarbeit mit Sony Music Entertainment Japan in der Castingshow Nizi-Project gegründet wurde. Die Gruppe debütierte am 2. Dezember 2020 mit der Single Step and a Step.
Der offizielle Fanclub-Name von NiziU lautet „WithU“.

## Geschichte
Gegründet wurde NiziU in Seoul, Südkorea im Finale der Castingshow Nizi-Project, die von JYP Entertainment in Zusammenarbeit mit Sony Music Japan veranstaltet wurde. Aufgeteilt in zwei Staffeln war die Show zuerst auf Hulu Japan und etwas zeitversetzt auf YouTube zu sehen. Staffel 1 beschäftigte sich hauptsächlich mit den Vorauswahlen, die an verschiedenen Orten in Japan, sowie auf Hawaii und in Los Angeles abgehalten wurden. Von ursprünglich mehr als 10.000 Bewerberinnen wurden 26 ausgewählt, die sich dann in einem kurzen Trainingscamp in Tokio weiteren Auswahlprozessen stellen mussten, bis am Ende schließlich 14 Kandidatinnen übrig blieben. Staffel 2 zeigte die 13 verbliebenen Finalistinnen (Ozaki Suzu zog sich freiwillig aus dem Projekt zurück), die mittlerweile nach Seoul in Südkorea gezogen waren, um dort zu trainieren und sich in weiteren Bewertungsrunden beweisen mussten. In der letzten Folge der Staffel wurden schließlich die neun Mitglieder der Gruppe bekannt gegeben. Seit ihrer Gründung lebt und arbeitet die Gruppe in Südkorea und reist von dort aus für Auftritte nach Japan.
Die digitale EP Make You Happy wurde am 30. Juni 2020 in Japan und Südkorea sowie am 1. Juli international veröffentlicht. Die EP und gleichnamige Single gelangten jeweils auf Platz 1 der japanischen Oricon Digital Charts und die Single wurde im November 2020 mit Platin für 100 Millionen Streams ausgezeichnet. Bei den MTV Video Music Awards Japan erhielt NiziU den Preis Best Dance Video für Make You Happy.
Am 2. Dezember 2020 debütierte die Gruppe offiziell mit der Single Step and a Step. Das Musikvideo zur Single erschien bereits am 24. November. Zuvor hatte JYP Entertainment bekannt gegeben, dass Miihi aus gesundheitlichen Gründen bis auf Weiteres pausieren werde.

## Mitglieder
| Name   | Geburtsname                   | Geburtstag (Alter)     | Geburtsort | Position                                   |
| ------ | ----------------------------- | ---------------------- | ---------- | ------------------------------------------ |
| Mako   | Yamaguchi Mako (山口真子)     | 4. April 2001 (23)     | Yame       | Leader, Main Dancer, Lead Vocalist, Rapper |
| Rio    | Hanabashi Rio (花橋梨緒)      | 4. Februar 2002 (23)   | Nagoya     | Main Dancer, Rapper, Vocalist              |
| Maya   | Katsumura Maya (勝村摩耶)     | 8. April 2002 (22)     | Hakusan    | Lead Dancer, Vocalist                      |
| Riku   | Oe Riku (大江梨久)            | 26. Oktober 2002 (22)  | Kyōto      | Lead Vocalist                              |
| Ayaka  | Arai Ayaka (新井彩花)         | 20. Juni 2003 (21)     | Tokio      | Vocalist                                   |
| Mayuka | Ogou Mayuka (小合麻由佳)      | 13. November 2003 (21) | Kyōto      | Lead Rapper, Vocalist                      |
| Rima   | Yokoi Rima (横井里茉)         | 26. März 2004 (21)     | Tokio      | Main Rapper, Vocalist                      |
| Miihi  | Suzuno Miihi (鈴野未光)       | 12. August 2004 (20)   | Kyōto      | Lead Vocalist, Lead Dancer, Center         |
| Nina   | Nina Hillman (ニナ・ヒルマン) | 27. Februar 2005 (20)  | Seattle    | Main Vocalist                              |

## Diskografie

### Studioalben
| Jahr | Titel Musiklabel           | Höchstplatzierung, Gesamtwochen, AuszeichnungChartsChartplatzierungen (Jahr, Titel, Musiklabel, Platzierungen, Wochen, Auszeichnungen, Anmerkungen) | Anmerkungen                                                    |
| Jahr | Titel Musiklabel           | JP | Anmerkungen                                                    |
| ---- | -------------------------- | --- | -------------------------------------------------------------- |
| 2021 | U Epic Records Japan       | JP1 Platin · (56 Wo.)JP | Erstveröffentlichung: 24. November 2021 Verkäufe JP: + 250.000 |
| 2023 | Coconut Epic Records Japan | JP1 Platin · (21 Wo.)JP | Erstveröffentlichung: 19. Juli 2023                            |

### EPs
| Jahr | Titel Musiklabel                  | Höchstplatzierung, Gesamtwochen, AuszeichnungChartsChartplatzierungen (Jahr, Titel, Musiklabel, Platzierungen, Wochen, Auszeichnungen, Anmerkungen) | Anmerkungen                                                  |
| Jahr | Titel Musiklabel                  | JP | Anmerkungen                                                  |
| ---- | --------------------------------- | --- | ------------------------------------------------------------ |
| 2020 | Make You Happy Epic Records Japan | JP— Gold (Digital)JP | Erstveröffentlichung: 30. Juni 2020 Verkäufe JP: + 100.000   |
| 2024 | Rise Up Epic Records Japan        | JP1 Platin · (17 Wo.)JP | Erstveröffentlichung: 24. Juli 2024 Verkäufe JP: + 250.000   |
| 2025 | Awake Epic Records Japan          | JP1 Gold · (3 Wo.)JP | Erstveröffentlichung: 5. Februar 2025 Verkäufe JP: + 100.000 |

### Single-Alben
| Jahr | Titel Musiklabel             | Höchstplatzierung, Gesamtwochen, AuszeichnungChartsChartplatzierungen (Jahr, Titel, Musiklabel, Platzierungen, Wochen, Auszeichnungen, Anmerkungen) | Anmerkungen                            |
| Jahr | Titel Musiklabel             | JP | Anmerkungen                            |
| ---- | ---------------------------- | --- | -------------------------------------- |
| 2023 | Press Play JYP Entertainment | — | Erstveröffentlichung: 30. Oktober 2023 |

### Singles
| Jahr | Titel Album                        | Höchstplatzierung, Gesamtwochen, AuszeichnungChartsChartplatzierungen (Jahr, Titel, Album, Platzierungen, Wochen, Auszeichnungen, Anmerkungen) | Anmerkungen |
| Jahr | Titel Album                        | JP | Anmerkungen |
| ---- | ---------------------------------- | --- | --- |
| 2020 | Make You Happy                     | JP— ×3Platin (Digital) + Dreifachplatin (Streaming)JP                                                                                          | Erstveröffentlichung: 30. Juni 2020 Verkäufe JP: + 250.000                                                                        |
| 2020 | Step and a Step U                  | JP1 Platin + Gold (Digital) · (73 Wo.)JP | Erstveröffentlichung: 2. Dezember 2020 · Verkäufe JP: + 350.000 · + JP: Platin (Streaming)                                        |
| 2021 | Take a Picture / Poppin’ Shakin’ U | JP1 Platin + Gold (Digital) · (59 Wo.)JP | Erstveröffentlichung: 7. April 2021 · Verkäufe JP: + 350.000 · + JP: Platin (Streaming), + JP: Platin (Streaming Poppin’ Shakin’) |
| 2021 | Super Summer U                     | — | Erstveröffentlichung: 2021 |
| 2021 | Chopstick U                        | JP— Gold (Streaming)JP | Erstveröffentlichung: 2021 |
| 2021 | Need U U                           | — | Erstveröffentlichung: 2021 |
| 2022 | Asobo –                            | — | Erstveröffentlichung: 2022 |
| 2022 | Clap Clap –                        | JP1 Platin · (38 Wo.)JP | Erstveröffentlichung: 20. Juli 2022 Verkäufe JP: + 250.000                                                                        |
| 2022 | Blue Moon –                        | JP2 Platin · (19 Wo.)JP | Erstveröffentlichung: 14. Dezember 2022                                                                                           |
| 2023 | Paradise Coconut                   | JP2 Gold + Gold (Streaming) · (24 Wo.)JP | Erstveröffentlichung: 8. März 2023                                                                                                |
| 2023 | Coconut                            | — | Erstveröffentlichung: 2023 |
| 2023 | Heartris Press Play                | JP— Gold (Streaming)JP | Erstveröffentlichung: 2023 |
| 2024 | Memories Awake                     | — | Erstveröffentlichung: 2024 |
| 2024 | Sweet Nonfiction Awake             | JP— GoldJP | Erstveröffentlichung: 2024 |
| 2024 | Rise Up                            | JP— PlatinJP | Erstveröffentlichung: 24. Juli 2024                                                                                               |
| 2024 | Always Awake                       | — | Erstveröffentlichung: 2024 |
| 2024 | Buddy Buddy Awake                  | — | Erstveröffentlichung: 2024 |
| 2025 | Yoake Awake                        | — | Erstveröffentlichung: 2025 |

Weitere Lieder

| Jahr | Titel Album                                      | Höchstplatzierung, Gesamtwochen, AuszeichnungChartsChartplatzierungen (Jahr, Titel, Album, Platzierungen, Wochen, Auszeichnungen, Anmerkungen) | Anmerkungen                         |
| Jahr | Titel Album                                      | JP | Anmerkungen                         |
| ---- | ------------------------------------------------ | --- | ----------------------------------- |
| 2020 | Baby I’m a Star Make You Happy                   | JP— Gold (Streaming)JP | Erstveröffentlichung: 30. Juni 2020 |
| 2020 | Boom Boom Boom Make You Happy                    | JP— Gold (Streaming)JP | Erstveröffentlichung: 30. Juni 2020 |
| 2020 | Beyond the Rainbow (虹の向こうへ) Make You Happy | JP— Gold (Streaming)JP | Erstveröffentlichung: 30. Juni 2020 |
| 2020 | Sweet Bomb! Step and a Step                      | — | Erstveröffentlichung: 2020          |
| 2020 | Joyful Step and a Step                           | — | Erstveröffentlichung: 2020          |
| 2021 | I Am U                                           | — | Erstveröffentlichung: 2021          |
| 2024 | Believe Rise Up                                  | — | Erstveröffentlichung: 2024          |

### Auszeichnungen für Musikverkäufe
Anmerkung: Auszeichnungen in Ländern aus den Charttabellen bzw. Chartboxen sind in ebendiesen zu finden.
| Land/RegionAuszeichnungen für Musikverkäufe (Land/Region, Auszeichnungen, Verkäufe, Quellen) | Gold       | Platin       | Verkäufe  | Quellen            |
| -------------------------------------------------------------------------------------------- | ---------- | ------------ | --------- | ------------------ |
| Japan (RIAJ)                                                                                 | 12× Gold12 | 15× Platin15 | 2.750.000 | riaj.or.jp JP2 JP3 |
| Insgesamt                                                                                    | 12× Gold12 | 15× Platin15 |           |                    |

## Auszeichnungen

### Preisverleihungen
2020
- Japan Record Awards – Special Achievement Award[8]
- MTV Video Music Awards – Best Dance Video für Make You Happy[5]
- Yahoo! Japan Search Awards – Idol Category Award[9]
- Vogue Japan Women of the Year 2020[10]

2021
- Japan Gold Disc Award[11]
  - Best 5 New Artist
  - Best 5 Songs by Download (Make You Happy)
  - Best 5 Songs by Streaming (Make You Happy)

2022
- We Push! Yamano CD Music Award - special award (u)[12]
- 64th Japan Record Awards „Outstanding Performance Award“ - (CLAP CLAP)

2023
- MTV Video Music Awards Japan 2023 -  best pop video award[13]

2024
- Asia Star Entertainer Awards 2024 -  ASEA THE BEST STAR JAPAN[14]